# Fonds de compensation pour la TVA
Le fonds de compensation pour la TVA (FCTVA) est un prélèvement sur les recettes de l’État dans le but de contribuer financièrement aux investissements des collectivités territoriales.

## Principe
Le fonds de compensation pour la TVA (FCTVA) a été créé par la loi de finances pour 1978 et a succédé au fonds d’équipement des collectivités locales. Il assure aux collectivités locales, à leurs groupements et aux établissements publics locaux, la compensation, à un taux forfaitaire, de la TVA dont elles s'acquittent pour leurs dépenses d'investissement. Le FCTVA représente le principal soutien financier de l’État pour l'investissement des collectivités locales puisqu'il représente une somme totale avoisinant les six milliards d'euros. Dans le budget annuel, il s'intègre au sein du prélèvement sur recettes de l'État pour les collectivités locales.

## Taux en vigueur
Le taux applicable de FCTVA dépend des années considérées :
- 15,482 % sur les années 2006 à 2014
- 15,761 % sur l'année 2015
- 16,404 % sur les années 2016 et suivantes

## Conditions d'éligibilité
7 conditions cumulatives doivent être remplies pour qu'une dépense d'investissement puisse ouvrir droit à une attribution du FCTVA :
1. La dépense doit avoir été réalisée par un bénéficiaire du fonds dont la liste est limitativement fixée par l'article L.1615-2 du code général des collectivités territoriales
2. La collectivité bénéficiaire doit être propriétaire de l'équipement pour lequel cette dépense a été engagé
3. Le bénéficiaire doit être compétent pour agir dans le domaine concerné
4. La dépense doit être une dépense réelle d'investissement
5. La dépense doit avoir été grevée de TVA
6. La dépense ne doit pas être exposée pour les besoins d'une activité assujettie à la TVA permettant la récupération de la TVA par la voie fiscale
7. La dépense ne doit pas avoir été effectuée pour un bien cédé ou confié à un tiers non bénéficiaire du fonds

## Réforme envisagée
Une réforme de ce mécanisme est envisagée pour simplifier son fonctionnement, à l'image de l'harmonisation des délais de traitement. En effet, ces délais varient puisque 10 % des crédits sont remboursés l'année correspondant aux dépenses de la collectivité locale, 70 % l'année n+1 et 20 % l'année n+2. En outre, l'automatisation des demandes pour bénéficier du FCTVA est envisagée dans la perspective de simplifier les procédures existantes, tout en évitant la mobilisation d'effectifs parfois importants pour la gestion de cette mission.
En outre, le gouvernement Barnier (ensuite renversé par une motion de censure) annonce en octobre 2024 une réduction du taux de remboursement du FCTVA. À partir du 1er janvier 2025, son taux devait passer de 16,404 % à 14,850 % et l’exécutif supprimerait alors le remboursement au titre « des dépenses d’entretien des bâtiments publics, de la voirie, des réseaux payés et des prestations de solutions relevant de l’informatique en nuage ».